# Sinorogomphus montanus
Sinorogomphus montanus är en trollsländeart som beskrevs av Chao 1999. Sinorogomphus montanus ingår i släktet Sinorogomphus och familjen kungstrollsländor. Inga underarter finns listade i Catalogue of Life.